# A. Le Coq Arena
El A. Le Coq Arena, anteriormente conocido como Estadio Lilleküla (en estonio: Lilleküla staadion) es un estadio de fútbol ubicado en Tallin, Estonia. En él juega sus partidos el FC Flora Tallinn de la Primera División del país, y también alberga los encuentros internacionales de la Selección de fútbol de Estonia.
El estadio se inauguró el 2 de junio de 2001, con un partido internacional entre Estonia y Países Bajos. Un año después, se alcanzó un acuerdo de patrocinio para 15 años con la compañía cervecera A. Le Coq, que pagó 15 millones de coronas por el cambio de nombre.
Junto al campo de fútbol, hay un terreno de juego anexo con capacidad para 500 personas, llamado Sportland Arena. En él juegan sus partidos las categorías inferiores del FC Flora, y clubes de la ciudad de Tallin que juegan en divisiones menores.

## Galería

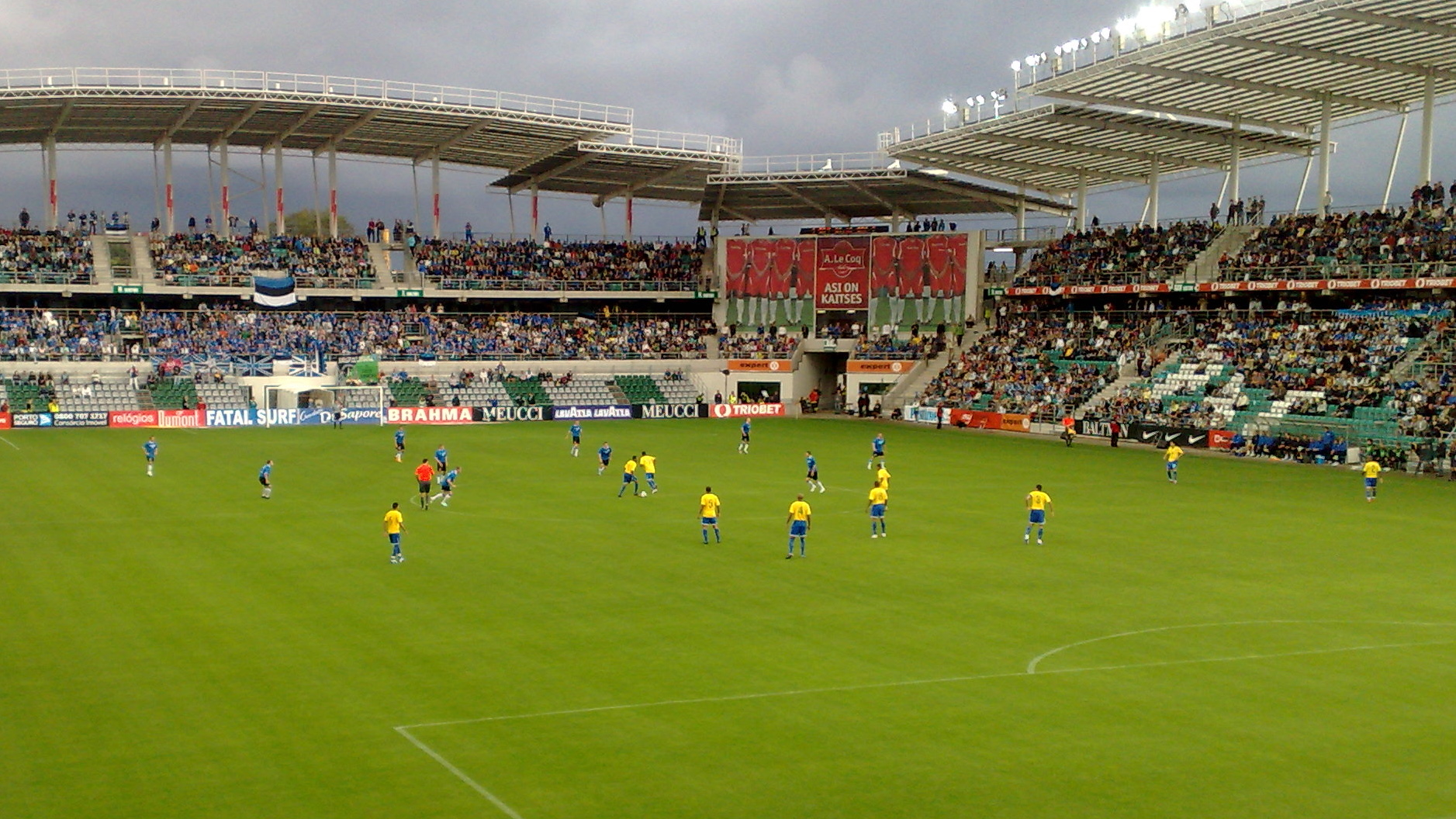
Partido entre Estonia y Brasil (2009)
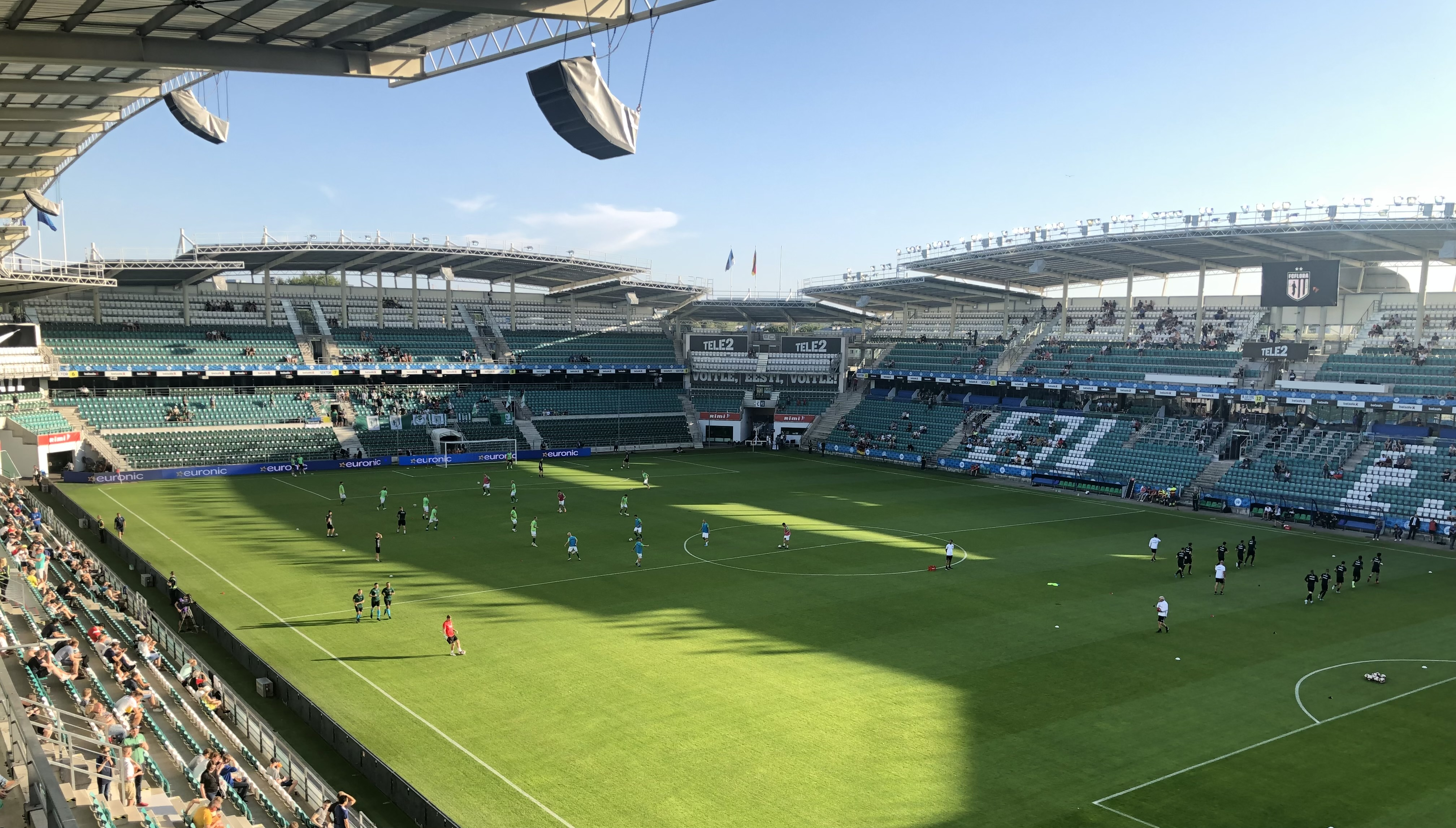
Vista interior del A. Le Coq Arena
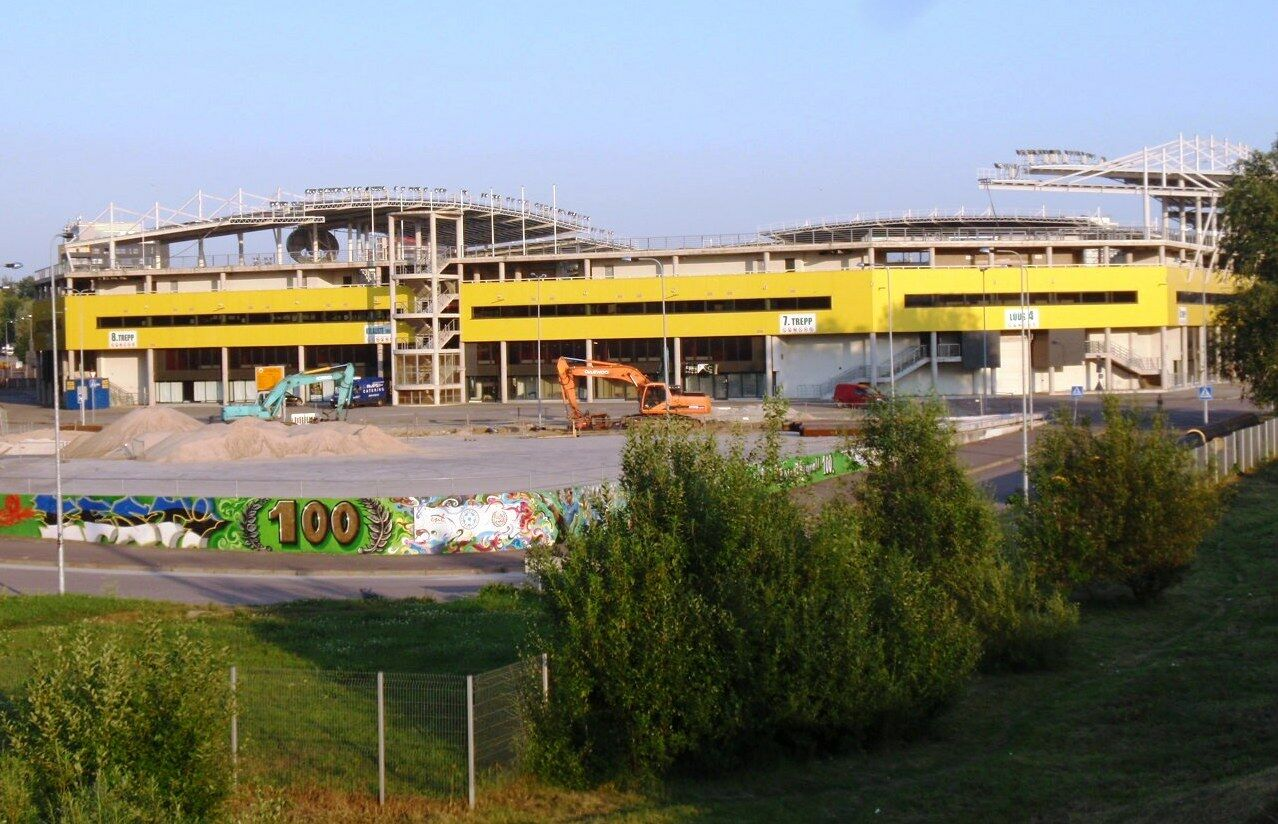
Vista exterior del A. Le Coq Arena